# 万松楼
万松楼（ばんしょうろう）は長崎県佐世保市にあるホテルを営む企業、及びそのホテルの名称。

## 歴史
1893年（明治26年）、市内の景勝地として既に知られていた現在地で創業。1896年（明治29年）に伊藤博文が本館で休息した際、松林の中に建つ本館からの景勝を賞して「万松楼」の名を与えた。戦前は市内有数の割烹旅館・料亭として知られ、佐世保鎮守府の海軍士官からは「山」の符丁で呼ばれていた（谷郷町の山の上にあることによる）。
以来、東郷平八郎、永井柳太郎、西郷従道、野口雨情、西条八十、井上日召、山本五十六など政治家軍人や文化人が多数訪れ、明治、大正、昭和、と愛され親しまれた割烹旅館である。
戦後は観光ホテルとして事業を展開、1998年（平成10年）には敷地内で掘削した温泉を利用した露天風呂等を有する入浴施設「弁天の湯」をオープンさせる等して人気を博したが景気低迷や他宿泊施設との競争により宿泊客が減少、さらにグループ会社のゴルフ場が2005年（平成17年）12月に経営破綻する等してホテル本体の経営も悪化し、2006年（平成18年）1月30日に民事再生法の適用申請を行う事態に至った。
2011年からは新経営陣のもと経営・運営をしてきたが、2013年末ごろを境に競争激化などで経営状態が悪化。翌年、源泉を汲み上げるポンプの故障を理由にホテルの営業を停止していた。2017年、債権者からの競売申し立てによりホテルは競売にかかり、2018年に東京都中央区の株式会社サイ・パートナーズにより落札された。

## 周辺
- 佐世保市役所
- 県北振興局
- 佐世保警察署
- 西方寺
- 亀山八幡宮
- 長崎県立佐世保北中学校・高等学校

## 交通アクセス
- 西肥バス（させぼバスも含む）「谷郷町」バス停下車。
- 佐世保駅から車で約5分。